# Oktyabrszkij járás (Rosztovi terület)
Az Oktyabrszkij járás (oroszul: Октябрьский район) Oroszország egyik járása a Rosztovi területen. Székhelye Kamenolomnyi.

## Népesség
- 1989-ben 66 566 lakosa volt.
- 2002-ben 78 983 lakosa volt.
- 2010-ben 73 224 lakosa volt, melyből 67 651 orosz, 1 297 örmény, 1 004 ukrán, 346 cigány, 226 azeri, 213 tatár, 182 török, 175 fehérorosz, 163 kurd, 157 kazah, 133 tabaszaran, 102 lezg, 100 moldáv, 74 grúz, 71 udmurt, 68 avar, 56 dargin, 40 német, 39 görög, 38 baskír, 37 csuvas, 37 oszét, 33 asszír, 30 koreai, 30 üzbég, 29 ezid, 26 csecsen, 25 ingus stb.